# Llengües ístmiques
Les llengües ístmiques formen la branca amb més parlants de les llengües txibtxa, es parlen a Centreamèrica i NE de Colòmbia.

## Classificació
El grup es divideix usualment en tres subgrups:
1. Ístmic occidental
a.Llengües viceítiques
- Cabécar 8.840 (2000)
- Bribri 11.000 (2000)

b.Boruca 5 (1986)
c.Naso (teribe o térraba) 3.005 (1991-1996)
2. Llengües doràciques
- Dorasque
- Chánguena

3. Ítsmic oriental
a.Llengües guaimíiques
- Movere (guaymí) 133.090 (1990-2000); 150.000 (2008)
- Buglere (bocotá) 2.500 (1986)

b. Kuna
- Paya-pucuro 1.200 (1990-1991)
- Chuana 57.100 (2000)

## Comparació lèxica
Els numerals en diferents varietats ístmiques són:
| GLOSSA | Talamanca    | Talamanca | Talamanca         | Talamanca | Guàimic   | Guàimic | Oriental | PROTO- ÍSTMIC   |
| GLOSSA | Boruca       | Bribri    | Cabécar           | Teribe    | Buglere   | Ngäbere | Kuna     | PROTO- ÍSTMIC   |
| ------ | ------------ | --------- | ----------------- | --------- | --------- | ------- | -------- | --------------- |
| '1'    | éʔtsè        | éköl      | é-                | kʰwara    | gdɑite    | di      | gwen     | *e-kwə          |
| '2'    | búʔk         | bö́l       | bó-               | pʰo̘k̚      | gdɑboke   | bu      | bo       | *boke           |
| '3'    | máŋ          | mañál     | bāʤã́-             | mya       | gdɑmɑ̃ĩ    | mɔ      | baa      | *bayã           |
| '4'    | báxkàŋ       | tkë́l      | pkí-(N.) tkí-(S.) | pkɪŋ      | gdɑbɑgɑ   | bgɔ     | bake     | *bake           |
| '5'    | ʃɪʃkáŋ       | ské̠l      | skẽ́-              | ʃkɪŋ      | gdɑtigɑ   | rigɛ    | atar     | *tig(?) (*skẽ-) |
| '6'    | téʃàŋ        | teröl     | sàhurà+1          | tʰɛr      | gdɑdereke | ti      | nergwa   | *ter-           |
| '7'    | kúx          | kúl       | sàhurà+2          | kʰɔ̘k̚      | gdɑguke   | kɯɡɯ    | gugle    | *gug(l)e        |
| '8'    | éxtàŋ kúxtàŋ | pàköl     | sàhurà+3          | kʰwoŋ     | gdɑpɑ     | kwɔ     | baabak   | *kwog-(?)       |
| '9'    | éxkùx        | su̠lì̠tu    | sàhurà+4          | ʃkaw      | gdɑĩnkɑ   | ɤɡɔ̃     | bakebak  | ?               |
| '10'   | téxkùx       | dabam     | sàhurà bótkʊ̀      | sakwara   | gdɑtɑboko | ni hɔdɔ | ambe     | *taba(?)        |